# Floyd Roland
Floyd K. Roland, né à Inuvik le 23 novembre 1961, est un politicien canadien et premier ministre des Territoires du Nord-Ouest de 2007 à 2011.  

## Biographie
En octobre 2007, durant son quatrième mandat comme député dans Inuvik Boot Lake, il a été élu premier ministre par ses collègues de l'Assemblée législative. Le territoire est gouverné par consensus et le premier ministre est choisi par scrutin secret. Il a été membre de l’Assemblée législative d'octobre 1995 à octobre 2011. 
Il a poussé l’Assemblée à définir, pour la première fois depuis sa création, les règles qui gèrent le fonctionnement du gouvernement par consensus. 
Du 21 au 23 avril 2009, 17 des 19 députés se sont réunis au Blachford Lake Lodge pour discuter et définir ces règles. Le document qu’ils ont produit liste dix principes du gouvernement de consensus. 
En plus d'être premier ministre, Roland était ministre de l’Exécutif, ministre des Finances, ministre responsable du Secrétariat du Conseil de gestion financière et ministre des Affaires autochtones et des Relations intergouvernementales.